# Malmy
Malmy település Franciaországban, Marne megyében. Lakosainak száma 37 fő (2022. január 1.). Malmy Berzieux, Servon-Melzicourt, Ville-sur-Tourbe és Virginy községekkel határos.

## Népesség
A település népességének változása:
| Lakosok száma | 36   | 34   | 24   | 24   | 35   | 34   | 33   | 34   | 34   | 37   |
|               | 1968 | 1982 | 1990 | 2006 | 2013 | 2015 | 2017 | 2019 | 2020 | 2022 |